# 沙坪镇 (桃源县)
沙坪镇，是中华人民共和国湖南省常德市桃源县下辖的一个乡镇级行政单位。

## 行政区划
沙坪镇下辖以下地区：
大兴社区、万寿官社区、沙坪村、金明村、湖湘坪村、赛阳村、篮坪村、竹山村、西溪村、红官村和乌云界村。